# Hairspray (phim 2007)
Hairspray là bộ phim hài nhạc kịch năm 2007 do hãng Zadan/Neil Productions sản xuất và được phát hành bởi hãng phim New Line Cinema. Bộ phim được chuyển thể từ vở nhạc kịch Broadway năm 2002 cùng tên, và là bộ phim làm lại của bộ phim hài cùng tên năm 1988 của John Waters. Lấy bối cảnh năm 1962 ở Baltimore, Maryland, bộ phim nói về một cô gái trẻ tên Tracy Turnblad theo đuổi giấc mơ được trở thành ngôi sao nhảy trên một show trên TV và chống lại sự phân biệt chủng tộc.
Được dựa trên cả kịch bản của Waters năm 1988 and và vở nhạc kịch cùng tên của Thomas Meehan và Mark O'Donnell, bản làm lại của Hairspray năm 2007 được chỉ đạo và biên tập múa bởi Adam Shankman. Hairspray có các diễn viên chính là John Travolta, Michelle Pfeiffer, Christopher Walken, Amanda Bynes, James Marsden, Queen Latifah, Brittany Snow, Zac Efron, Elijah Kelley, Allison Janney, và diễn viên mới là Nikki Blonsky trong vai Tracy Turnblad. Hairspray cũng gồm các bài hát từ bở nhạc kịch gốc ở Broadway được viết bởi Marc Shaiman và Scott Wittman cùng 4 nhạc sĩ mới khác.
Bộ phim đã mang lại thành công lớn và được giới điện ảnh đánh giá cao, đạt kỷ lục cho bộ phim nhạc kịch có thu nhập lớn nhất vào cuối tuần. Hairspray trở thành bộ phim thứ 3 có thu nhập lớn nhất lịch sử điện ảnh Mỹ.

## Nội dung
Ngày 3 tháng 5 năm 1962 bắt đầu như những ngày bình thường khác đối với Tracy Turnblad (Nikki Blonsky), một học sinh trung học có thân hình mập mạp ở Baltimore, Maryland. Cô thường chịu đựng một ngày học tẻ nhạt để được cùng cô bạn thân nhất là Penny Pingleton (Amanda Bynes) chạy về nhà xem chương trình TV yêu thích nhất, The Corny Collins Show (Show của Corny Collins). Chương trình là 1 show nhảy của tuổi vị thành niên, được phát từ đài WYZT của Baltimore vào buổi chiều hàng ngày.
Các thanh niên trong show cũng tham dự trường học của Tracy và Penny, gồm cô gái giàu có Amber Von Tussle (Brittany Snow) và cậu bạn trai được các cô gái yêu mến Link Larkin của cô (Zac Efron), người mà Tracy cũng yêu say đắm. Mẹ của Amber là Velma (Michelle Pfeiffer) điều khiển đài WYZT, và luôn đảm bảo Amber con bà luôn được mọi sự chú ý và rằng The Corny Collins Show là 1 chương trình phân biệt chủng tộc. Corny Collins (James Marsden) và những thành viên trong chương trình đều là người da trắng; còn những thanh niên da đen thì chỉ được lên chương trình vào ngày "Negro Day", được tổ chức vào ngày thứ 3 cuối cùng mỗi tháng và được dẫn bởi DJ R&B Motormouth Maybelle (Queen Latifah).
Cả bà mẹ to béo làm nghề giặt ủi tên Edna (John Travolta) lẫn bà mẹ Giáo dân nghiêm khắc tên Prudy (Allison Janney) đều không đồng ý cho con họ dựa cuộc sống vào 1 chương trình TV, nhất là chương trình mà các vị thành niên nhảy theo "thứ nhạc của người thiểu số". Cha của Tracy, Wilbur (Christopher Walken), chủ một cửa hàng trò đùa, còn hơn cả rộng lượng. 1 ngày trên chương trình, Corny Collins thông báo rằng 1 thành viên trong show sẽ phải vắng mặt, nên một buổi thử giọng cho thành viên mới được tổ chức vào sáng hôm sau — vào giờ học. Nhưng Velma đã đuổi Tracy khỏi buổi thử giọng vì ngoại hình mập mạp và ủng hộ cho việc hoà nhập chủng tộc. Tracy bị gửi đến phòng phạt vì tội trốn học, nhưng thấy các thanh niên da đen trong phòng phạt đang nhảy và chơi đùa. Tracy đã kết bạn với vũ công giỏi nhất của phòng, con trai của Motormouth Maybelle, Seaweed (Elijah Kelley), người dạy cho Tracy several những điệu nhảy R&B. Nhờ thế Tracy đã giành được 1 vị trí trong chương trình The Corny Collins Show.
Tracy nhanh chóng trở thành thành viên nổi tiếng nhất của Corny và trở thành mối nguy hiểm cho kế hoạch của Velma để cho Amber thắng cuộc thi hàng năm "Miss Teenage Hairspray" (Hoa hậu Keo Xịt Tóc). Hơn nữa, Tracy cũng trở thành mối đe doạ cho quan hệ của Amber với Link, khi cậu càng ngày càng thấy thích Tracy hơn Amber. Sự nổi tiếng của Tracy đã giành được một hợp đồng tài trợ từ chủ tiệm quần áo Ngài Pinky (Jerry Stiller), người muốn Tracy trở thành đại diện cho thương hiệu "Hefty Hideaway" cho phụ nữ mập. Tracy thuyết phục Edna mẹ cô trở thành người quản lý thương thuyết cho cô và làm cho mẹ cô không sống một cách khép kín nữa.
Ở trường, Tracy giới thiệu Seaweed đến Penny, và 2 người đã cảm thấy mến nhau. 1 buổi chiều sau khi Amber khiến Tracy bị gửi đến phòng phạt, Link cũng tự nguyện vào phòng phạt để ủng hộ cô. Ở đó Seaweed mời Tracy và Penny cùng Link theo cậu và cô em gái Little Inez (Taylor Parks) đến một bữa tiệc ở phòng thu âm của Motormouth Maybelle. Tại đó, Maybelle thông báo cho mọi người rằng Velma đã huỷ ngày "Negro Day". Tracy gợi ý rằng Maybelle và mọi người tổ chức một buổi biểu tình vào buổi buổi chiều ngày hôm sau, một ngày trước khi cuộc thi "Hoa hậu Keo Xịt Tóc". Link, vì phải hát cho cuộc thi và lo cho sự nghiệp của cậu nên đã rút khỏi cuộc biểu tình và làm tổn thương Tracy.
Sáng hôm sau, Tracy trốn khỏi nhà để tham gia cuộc biểu tình, nhưng đã gặp phải cảnh sát được Velma sắp đặt. Tất cả những người biểu tình đều bị bắt, dù Tracy đã chạy thoát. Cô chạy đến nhà Pingletons, và Penny đã để cô trốn dưới căn hầm nhà cô. Nhưng Prudy mẹ cô phát hiện ra và gọi cảnh sát, trói Penny vào giường cô. Seaweed và một vài người bạn trong phòng phạt đến và giúp Penny cùng Tracy chạy thoát. Ở đây, Seaweed và Penny nhận ra tình yêu của họ khi giúp Penny thoát khỏi nhà cô. Trong khi đó, Link đến nhà Tracy và cũng nhận thấy cậu yêu cô nhiều như cô đã yêu cậu. Mọi người đã bày ra một kế hoạch để phá hoại cuộc thi "Hoa hậu Keo Xịt Tóc".
Sáng hôm sau tại cuộc thi, Velma sắp đặt cảnh sát trong và ngoài trạm WYZT để ngăn không cho Tracy vào. Hơn nữa, Velma đã ăn gian để cho Amber được thắng. Penny đến cuộc thi với Edna trong cải trang, trong khi đó Wilbur, Seaweed cùng những người bạn trong phòng phạt giúp Tracy lẻn qua cảnh sát và tham dự phần nhảy của cuộc thi. Link chạy khỏi Amber để nhảy với Tracy; rồi kéo Inez vào cuộc thi và nhảy cùng các thí sinh.
Cuối cùng, Inez nhận được nhiều phiếu bầu nhất và thắng cuộc thi, cùng đó là sự sáp nhập 2 chủng tộc vào trong The Corny Collins Show. Velma tức giận làm lộ mánh khóe của mình bấy lâu nay và bị đuổi khỏi chương trình. Kết phim, The Corny Collins Show ăn mừng cùng nụ hôn của Link với Tracy.

## Diễn viên chính
- Nikki Blonsky trong vai Tracy Turnblad
- John Travolta trong vai Edna Turnblad
- Michelle Pfeiffer trong vai Velma Von Tussle
- Christopher Walken trong vai Wilbur Turnblad
- Amanda Bynes trong vai Penny Pingleton
- James Marsden trong vai Corny Collins
- Queen Latifah trong vai "Motormouth" Maybelle
- Brittany Snow trong vai Amber Von Tussle
- Zac Efron trong vai Link Larkin
- Elijah Kelley trong vai Seaweed J. Stubbs
- Allison Janney trong vai Prudy Pingleton
- Paul Dooley trong vai Mr. Harriman F. Spritzer
- Taylor Parkstrong vai Little Inez

## Nhạc phim
1. "Good Morning Baltimore" – Tracy
2. "The Nicest Kids in Town" – Corny và thành viên của show
3. "It Takes Two" – Link
4. "(The Legend of) Miss Baltimore Crabs" – Corny và thành viên của show
5. "I Can Hear the Bells" – Tracy
6. "Ladies' Choice" – Link
7. "The Nicest Kids in Town (Reprise)" – Corny và thành viên của show
8. "The New Girl in Town" – Amber, Tammy, Shelley, và Nhóm Dynamites
9. "Welcome to the 60's" – Tracy, Edna, Nhóm Dynamites, và Công nhân Hefty Hideaway
10. "Run and Tell That" – Seaweed, Little Inez, và Những học sinh bị phạt
11. "Big, Blonde, and Beautiful" – Motormouth
12. "Big, Blonde, and Beautiful (Reprise)" – Edna và Velma
13. "(You're) Timeless to Me" – Edna và Wilbur
14. "I Know Where I've Been" – Motormouth và Những người bạn da đen
15. "I Can Wait" – Tracy (đã bị huỷ)
16. "Without Love" – Link, Tracy, Seaweed, và Penny
17. "(It's) Hairspray" – Corny và thành viên của show
18. "You Can't Stop the Beat" – Tracy, Link, Penny, Seaweed, Edna, Motormouth, và những thành viên của show
19. "Come So Far (Got So Far to Go)" – Motormouth, Link, Tracy, và Seaweed (kết phim)
20. "Mama, I'm a Big Girl Now" – Ricki Lake, Marissa Jaret Winokur, và Nikki Blonsky (kết phim)
21. "Cooties" – Aimee Allen (kết phim)

## Các giải thưởng
| Đã thắng - Giải thưởng Hollywood Film Festival & Hollywood năm 2007 - Đạo diễn Hollywood của năm — Craig Zadan and Neil Meron - Diễn viên Hollywood phụ của năm — John Travolta - Dàn diễn viên Hollywood đồng diễn của năm — Musical/Comedy - Liên hoan Critics Choice Awards lần thứ 13 - Dàn diễn viên đồng diễn xuất sắc nhất - Diễn viên nữ trẻ xuất sắc nhất - Nikki Blonsky - Bảng xếp hạng Billboard cuối năm (2007) - #1 Top Album đơn của năm - "Hairspray" | - - Diễn xuất đột phá - Zac Efron Đã được đề cử - Giải Quả cầu Vàng lần thứ 65 - Bộ phim, Nhạc kịch hoặc Phim hài hay nhất - Diễn viên xuất sắc nhất — Nikki Blonsky - Diễn viên phụ xuất sắc nhất — John Travolta - Giải Grammy năm 2008 - Giải Grammy cho Album nhạc phim hay nhất - Liên hoan Critics Choice Awards lần thứ 13 - Bộ phim hài hay nhất - Bộ phim gia đình hay nhất - Bài hát hay nhất "Come So Far (Got So Far to Go)" |

## Các liên kết liên quan
- Official site
- Hairspray trên Internet Movie Database
- Hairspray tại Rotten Tomatoes